# Mellanriorna

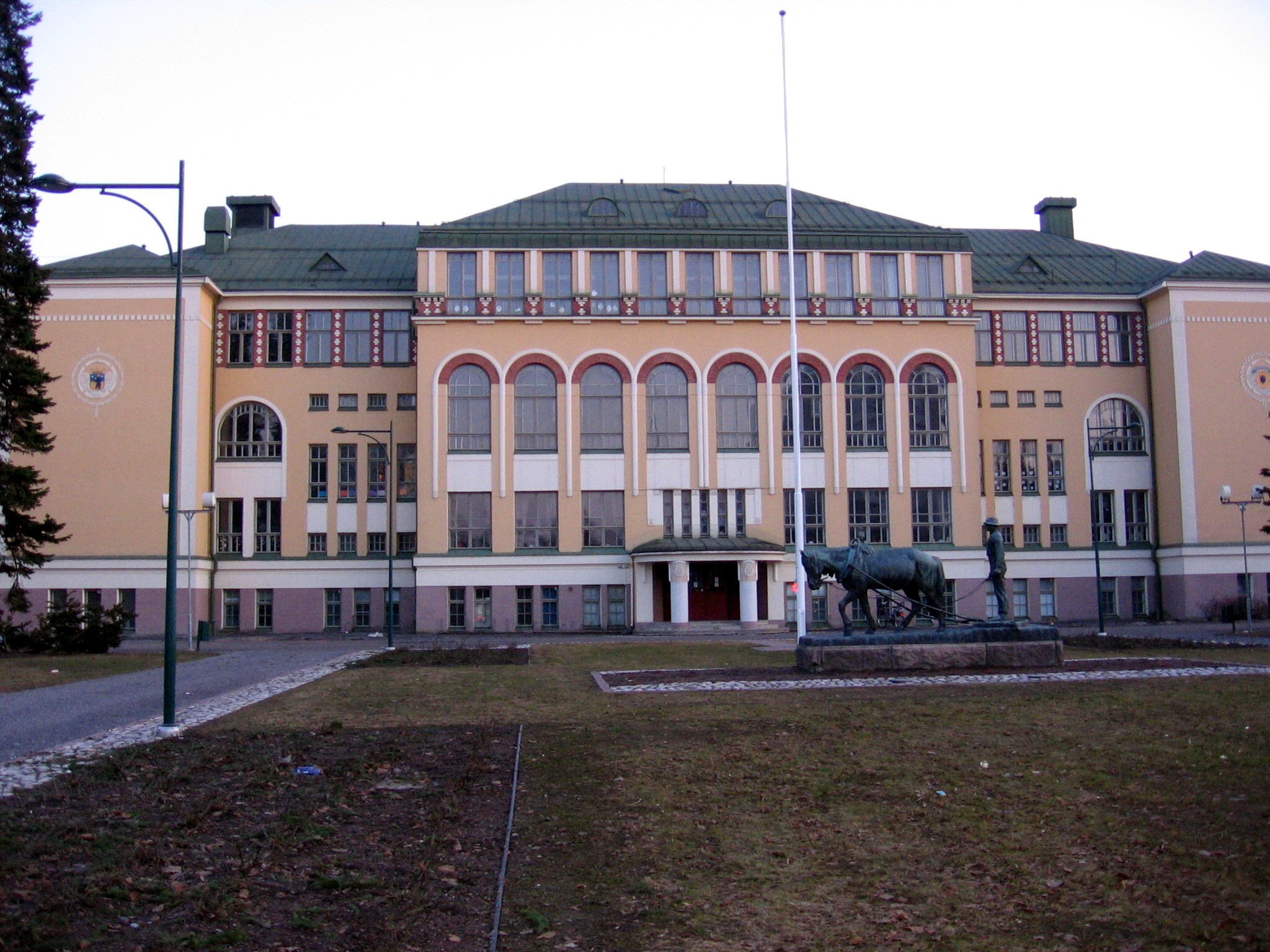
Cygnaeus skola

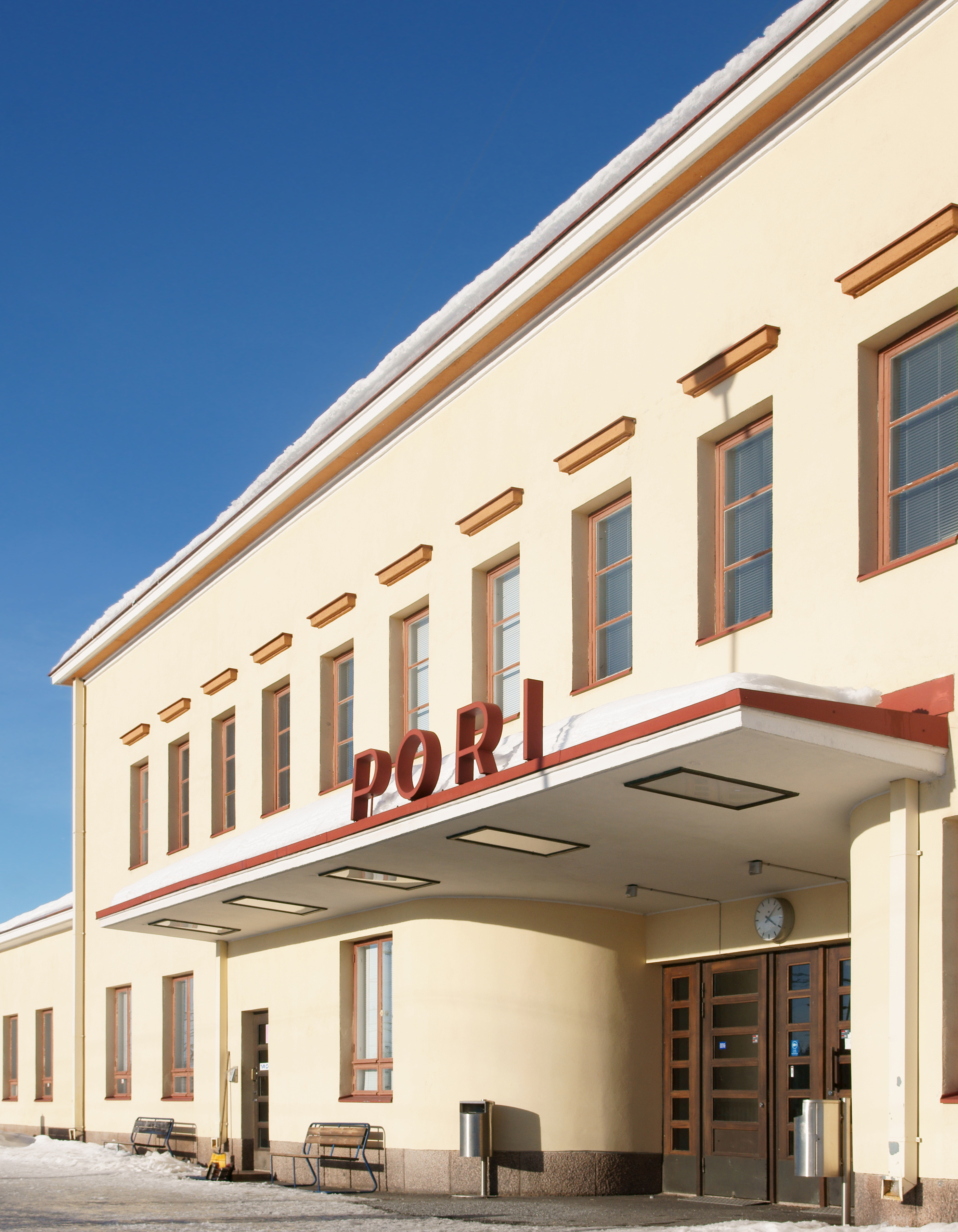
Björneborgs järnvägsstation

Mellanriorna (finska: Riihiketo) är en stadsdel (nr 9) i  Björneborg i Finland. Området var fram till 1940-talet ett stort ängsområde söder om staden. Utbyggnaden skedde under  1940- och 1950-talen efter ritningar av Harald Andersin. Planerna var färdiga redan år 1924. Både det finska och det svenska namnet kommer från de gamla kungsriorna som tidigare fanns på ängarna.
Flera kvarter är reserverade för skolor och utbildning. Där finns bland annat Cygnaeus skola, Björneborgs finska samlyceum och yrkesutbildning inom WinNova. Cygneus skolhus är en jugend-inspirerad byggnad som är en kopia av det kända stadshotellet i Imatra. 
Där finns också Björneborgs busstation och Björneborgs järnvägsstation